# Tak Fujimoto
Tak Fujimoto (1939), A.S.C. é um diretor de fotografia estadunidense. Formado pela London Film School, trabalhou com diretores como Jonathan Demme, M. Night Shyamalan, John Hughes, e Howard Deutch. No princípio de sua carreira trabalhou no primeiro filme da série Star Wars, Star Wars Episódio IV: Uma Nova Esperança, de 1977.

## Filmografia
Os principais filmes de Fujimoto foram:
- The Happening (2008)
- John Adams (2008)
- Breach (2007)
- The Manchurian Candidate (2004)
- The Final Cut (2004)
- The Truth About Charlie (2002)
- Signs (2002)
- The Replacements (2000)
- The Sixth Sense (1999)
- Beloved (1998)
- That Thing You Do! (1996)
- Grumpier Old Men (1995)
- Devil in a Blue Dress (1995)
- Philadelphia (1993)
- Singles (1992)
- The Silence of the Lambs (1991)
- Sweet Hearts Dance (1988)
- Cocoon: The Return (1988)
- Ferris Bueller's Day Off (1986)
- Pretty in Pink (1986)
- MacGyver - Pilot (1985)
- Swing Shift (1984)
- Borderline (1980)
- Where the Buffalo Roam (1980)
- Bootleggers (1974) (as Takashi Fujimoto)
- Badlands (1973)